# Crescent (Pennsylvania)
Crescent  è una township degli Stati Uniti d'America, nella contea di Allegheny nello Stato della Pennsylvania. Secondo il censimento del 2000 la popolazione è di 2.314 abitanti.

## Società

### Evoluzione demografica
La composizione etnica vede una prevalenza della razza bianca (97,23%), seguita da quella afroamericana (1,25%), dati del 2000.
| township di Crescent Popolazione |       |
| 2000                             | 2.314 |
| Stima al 2009                    | 2.717 |